# Navigation basée sur la performance

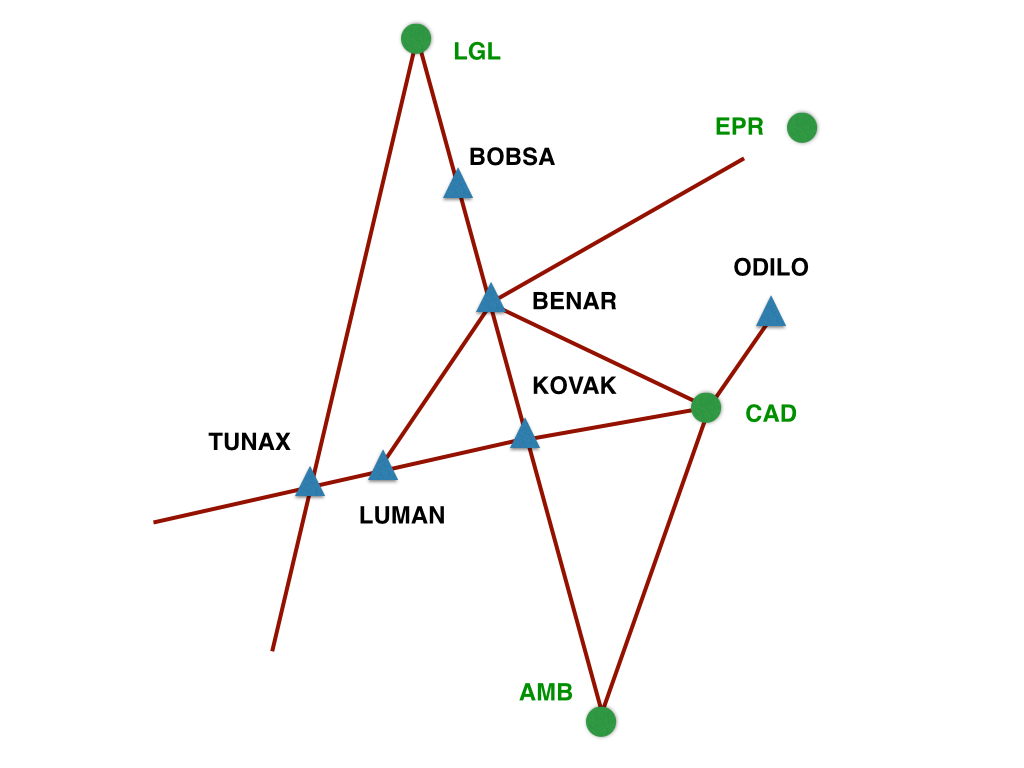
Exemple de routes au sud-ouest de Paris pour accéder à Orly, Villacoublay ou Toussus.

La navigation basée sur la performance - en anglais : Performance-based navigation (PBN) - est une méthode de vol aux instruments permettant à un avion d'utiliser n'importe quelle trajectoire au sein d'un réseau de points. Elle se décompose en deux variantes :
- la navigation de surface (RNAV) ;
- la navigation avec performance requise (en anglais : RNP - Required navigation performance), qui est similaire à la RNAV dans ses concepts mais requiert un système de surveillance et d'alerte à bord des aéronefs.

Elle a été définie par l'OACI en 1998 dans le document de référence Doc. 9613.